# Великая Андреевка
Великая Андреевка (укр. Велика Андріївка) — село в Изюмском районе Харьковской области Украины. До 19 июля 2020 года входило в состав Барвенковского района.
Код КОАТУУ — 6320483502. Население по переписи 2001 г. составляет 135 (61/74 м/ж) человек.

## Географическое положение
Село Великая Андреевка находится в начале балки Ставковая, на которой сделано несколько запруд.

## Экономика
В селе есть молочно-товарная ферма.

## Культура
В селе есть клуб.

## Достопримечательности
Братская могила советских воинов и памятный знак воинам-землякам.